# Lago Tislit
El lago Tislit es un lago situado en parque nacional del Alto Atlas Oriental de Marruecos, en la división administrativa de Imilchil. Se trata de un "agdal" (que significa "campo de pastoreo propietario" en lengua bereber) donde las tribus de Ayt Ḥdiddu conducen sus rebaños durante el verano. El lago ha sido designado como sitio Ramsar protegido desde 2005.

## Leyenda y festival
Según la tradición bereber, Isli, un apuesto joven de la tribu Ait Ibrahim, y Tislit, una hermosa joven de la tribu Ait Haddidou, se enamoraron profundamente. Sin embargo, debido a disputas territoriales y conflictos entre sus tribus, su amor fue prohibido. Desesperados y sin esperanza de estar juntos, lloraron hasta que sus lágrimas formaron dos lagos: el lago Isli y el lago Tislit. Finalmente, murieron ahogados en su dolor, y sus sueños y esperanzas perecieron con ellos. Sus tribus, conmovidas por esta tragedia, decidieron que una vez al año, sus chicos y chicas jóvenes se elegirían entre sí y se casarían libremente. También se dice que cada noche Isli y Tislit salen de sus respectivos lagos para encontrarse.
Cada año, en septiembre, se celebra un festival llamado «festival del matrimonio», para que las personas que quieran casarse puedan encontrar pareja, es como un festival que facilita el matrimonio y se dice que esta es una forma de enmendar la triste historia de amor de Isli y Tislit.